# Salgado (kommun)
Salgado är en kommun i Brasilien.   Den ligger i delstaten Sergipe, i den östra delen av landet, 1 200 km öster om huvudstaden Brasília. Antalet invånare är 19 362.
Följande samhällen finns i Salgado:
- Salgado

Omgivningarna runt Salgado är en mosaik av jordbruksmark och naturlig växtlighet. Runt Salgado är det ganska tätbefolkat, med 90 invånare per kvadratkilometer.